# 지방도 제1093호선
지방도 제1093호선은 경상남도 합천군 청덕면 적포리와 대구광역시 달성군 현풍면, 구지면을 잇는 지방도이다. 대합면에서 지방도 제1034호선과 분기하면서 시작되어 구지면에서  국가지원지방도 제67호선, 국가지원지방도 제79호선과 교차하고, 현풍면을 지나 구지면에서 국도 제5호선을 만나면서 끝난다.

## 주요 경유지
- 창녕군
  - 대합면
- 달성군
  - 현풍면 - 구지면